# Сирени (род)
Сирените (Siren) са род земноводни от семейство Сиренови (Sirenidae).
Таксонът е описан за пръв път от шведския биолог Абрахам Йостердам през 1766 година.

## Видове
- Siren intermedia – Пигмейска сирена
- Siren lacertina – Зелена сирена
- Siren reticulata